# Jillian Hall
Pour les articles homonymes, voir Hall.
Jillian Faye Fletcher (née le 6 septembre 1980 à Ashland) est une catcheuse (lutteuse professionnelle) américaine luttant principalement sous le nom de Jillian Hall.
Elle est essentiellement connue pour son travail à la World Wrestling Entertainment (WWE) de 2005 à 2010. Durant cette période elle remporte une fois le championnat des Divas de la WWE dont elle a le règne le plus court.

## Jeunesse
Fletcher fait de la gymnastique et est aussi une cheerleader au lycée. 

## Carrière de catcheuse

### Débuts (1998-2003)
Fletcher commence à s'entraîner pour devenir catcheuse à l'école de catch de Dave Finlay.
Elle commence à lutter sous le nom de Macaela Mercedes dans des petites fédérations de catch. Elle remporte de nombreux titres notamment le championnat par équipes de la Superstar Wrestling Federation (SWF) à deux reprises avec Tiny Tim puis avec Randy Allen.

### Ohio Valley Wrestling (2003-2005)
Au printemps 2003, Fletcher commençait à travailler à la Ohio Valley Wrestling (OVW) sous le nom de Jillian Hall et finalement signait un contrat de développement avec la World Wrestling Entertainment en 2004. Elle débutait à la OVW en tant que face, jusqu'à ce qu'elle devienne heel après avoir pris des implants mammaires et s'être teint les cheveux en blond. Le heel turn avait lieu dans le cadre d'une storyline où ses implants « fuyaient dans son cerveau », la faisant devenir psychotique. En tant que heel, elle manageait les OVW Southern Tag Team Champion Blonde Bombers (Tank et Chad Toland) aux côtés de leur garde du corps Melissa Coates alors qu'elle se faisait plaisir en (kayfabe) aveuglant les gens avec de l'alcool à 90°.

### World Wrestling Entertainment (2005-2010)

#### SmackDown (2005-2007)

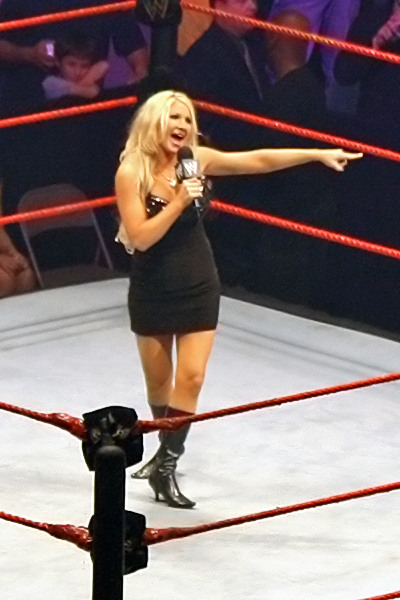
Jillian en 2007.

Jillian Hall faisait ses débuts à la World Wrestling Entertainment (WWE) le 28 juillet 2005 à SmackDown avec une gimmick de « fixer » pour la MNM. Elle avait aussi une « cicatrice » sur sa joue gauche, qu'elle qualifiait de « tache », dont les commentateurs n'arrêtaient pas de spéculer sur les origines. Cette gimmick venait de la OVW, là où les Blonde Bombers l'ont forcée à choisir entre eux ou les MNM. Elle choisissait finalement les MNM, mais ne restait pas avec ce groupe pour longtemps. Sa première feud à SmackDown! était contre Stacy Keibler, les deux s'affrontant à de nombreuses reprises jusqu'à ce que Hall triche pour vaincre Keibler dans un match à Velocity.
Hall était plus tard approchée par JBL, un ancien WWE Champion qui lui demandait de l'aider à réparer son image après une défaite face au petit Rey Mysterio. En tant que manageuse de JBL, elle prenait un rôle important dans la feud de JBL avec The Boogeyman, qui lui faisait manger des vers de terre et mangeait sa cicatrice. En mars 2005, Jillian rivalisait brièvement avec Kristal, perdant contre la débutante dans un « Divas Uncovered » match le 10 mars 2006. Elle guidait aussi successivement JBL vers la victoire pour le United States Championship de Chris Benoit à WrestleMania 22.
Toujours en avril, Hall refermait par accident la porte de la cage sur la tête de JBL pendant un steel cage match. Elle fut alors remerciée par JBL.
Ce qui a amené à une feud avec son ancienne alliée Melina à qui elle en a voulu car celle-ci s'est ouvertement moquée d'elle après son licenciement de la part de JBL et qui l'amena à faire un face turn.
Jillian règle ses comptes avec son ancienne alliée lors de Judgment Day 2006, qui se déroula le 21 mai 2006 et gagne son match face à Melina, qui par la suite s'est fait virer de SmackDown! avec son mari Johnny Nitro.
Pour le reste de l'été, elle faisait équipe avec Ashley dans une feud contre Michelle McCool et Kristal. Elle participait à une Bra and Panties match au Great American Bash 2006, qui était gagné par Ashley.
Elle revenait en février 2007 et débutait une nouvelle feud avec Ashley centrée autour de la jalousie de Jillian de la récente apparition dans Playboy d'Ashley. Pendant cette feud, Jillian tentait de montrer qu'elle était aussi très talentueuse en dehors du catch en se faisant voir en chantant à chaque opportunité. Elle tentait plus tard d'impressionner le producteur de musique Timbaland avec son chant, projetant pour une apparition dans son nouveau clip vidéo et une possible future collaboration sur un projet, mais il rejeta cette offre.
Ashley, avec qui elle rivalisait, a été l'une des Divas à la place qui a été choisie pour travailler avec Timbaland. Jalouse du récent succès d'Ashley, elle (kayfabe) attaqua et blessa gravement Ashley, avec le raisonnement que si elle ne pouvait pas apparaître sur le clip de Timbaland, alors Massaro non plus. Après cet incident, elle avait eu une courte feud avec Michelle McCool, qui venait à l'aide d'Ashley.
Elle redevient à nouveau Heel.

#### RAW, Divas Champion et renvoi (2007-2010)
Jillian était draftée de SmackDown! à RAW le 17 juin 2007 dans le cadre du Draft Supplémentaire. La nuit suivante, Jillian gagnait son premier match à RAW alors qu'elle faisait équipe avec Melina pour battre Mickie James et Candice Michelle. À partir de ce moment, Jillian était surtout à HEAT, opposée à Mickie James. Elle est entrée dans une feud avec l'annonceuse Lilian Garcia à la suite de sa jalousie envers Lilian pour sa carrière de chanteuse.
Jillian, hors de son talent de lutteuse s'est illustrée en tant que chanteuse, mais sa voix insupportable n'a pas fait l'unanimité.
Lors du 15e anniversaire de RAW le 9 décembre 2007, alors qu'elle présentait son premier album, mis en service sur iTunes et qu'elle chantait son premier single sous les huées du public, elle fut attaquée par les anciennes lutteuses Trish Stratus et Lita.
Stratus a également porté son Stratusfaction sur Jillian au grand plaisir du public.
Elle s'est également illustrée dans plusieurs matches par équipe avec Melina et Beth Phoenix, avec qui elle s'allie régulièrement.
En 2008, elle apparaît lors du match Divas of the Dozen à Backlash 2008 où elle gagna avec Beth Phoenix, Melina, Victoria, Natalya et Layla face à l'équipe de Mickie James composée pour l'occasion de Cherry, Maria, Ashley Massaro, Kelly Kelly et Michelle McCool.
Elle fut ensuite au cœur de la feud entre Melina et Beth Phoenix, ses deux coéquipières.
Au départ, elle prit parti pour Melina mais elle l'a finalement trahi en avouant publiquement que lors de One Night Stand 2008, où Beth et Melina devaient s'affronter dans un I Quit Match, que Melina allait finir à l'hôpital.
Cette déclaration d'un goût douteux a donné lieu à un match face à Melina, match qu'elle perdit.
Elle s'illustre désormais dans des matchs solo contre Mickie James et par équipe avec sa nouvelle alliée, Layla.
Lors d'Armageddon 2008 Victoria, Natalya, Jillian et Maryse perdent face à Michelle McCool, Maria, Mickie James et Kelly Kelly. À WrestleMania XXV, Jillian Hall perd la  bataille royale féminine des 25 catcheuses pour le titre de Miss WrestleMania.
Le 12 octobre à Raw, elle remporte son premier titre, le Championnat des Divas, en battant Mickie James après avoir claqué la tête de son adversaire de la troisième corde contre le ring et de faire un tombé illégal en utilisant les cordes, faisant d'elle la Championne des Divas, mais le perd quelques minutes plus tard contre Melina. Le 23 novembre à Raw, elle fait un match en équipe avec Michelle McCool et Layla qu'elles perdent contre Mickie James, Kelly Kelly et Melina. Mais plus tard dans le match, Melina se fait attaquer par un coq qui est finalement Maryse qui fait son retour. Le 7 janvier, elle perd contre Gail Kim à WWE Superstars dans le tournoi pour désigner la nouvelle Championne des Divas.
Elle chante pour Alicia Fox, mais celle-ci l'attaque. Lors du Raw du 23 août, elle affronte Melina pour le titre de cette dernière mais perd le match.
Le 19 novembre, la WWE décide de mettre fin à son contrat.

### Retour sur le Circuit Indépendant (2011-2013)

#### International Tour (2012-2013)
Jillian annonce en Novembre 2011, qu'elle décide de retourner sur les circuits indépendants elle fera son premier match le 4 février 2012 en compagnie de plusieurs WWE Alumni.

### Retraite (2014)
En janvier 2014, elle annonce qu'elle prend sa retraite des rings.

## Palmarès
- Blue Water Championship Wrestling
  - BWCW Women's Championship (1 fois)

- Canadian International Wrestling
  - CIW Indy Women's Championship (1 fois)

- GLORY Wrestling
  - GLORY Championship (1 fois)

- Hoosier Pro Wrestling
  - HPW Cruiserweight Championship (1 fois)
  - HPW Ladies' Championship (1 fois)

- Mid-States Championship Wrestling
  - MCW Mid-American Championship (1 fois)

- Professional Girl Wrestling Association
  - PGWA Championship (1 fois)
- Pro Wrestling Xtreme
  - PWX Women's Championship (1 fois)

- Southern States Wrestling
  - SSW Women's Championship (1 fois)

- Superstar Wrestling Federation
  - SWF Tag Team Championship (2 times) – avec Randy "The King" Allen (1) et Pyro (1)
  - SWF Women's Championship (1 fois)

- Women's Wrestling Alliance
  - WWA Women's Championship (1 fois)

- World Wrestling Entertainment
  - WWE Divas Championship (1 fois) (record du règne le plus court, 4 minutes et 30 secondes)[8].

- Pro Wrestling Illustrated
  - Top 50 Females

| Année     | 2008  | 2009   | 2010   |
| Rang      | 34    | 28     | 24     |
| Référence | [ 9 ] | [ 10 ] | [ 11 ] |